# Stefano Brancaccio
Stefano Brancaccio (né en 1618 à Naples, alors dans le royaume de Naples, et mort le 8 septembre 1682 à Viterbe) est un cardinal italien du XVIIe siècle.
Il est un neveu du cardinal Francesco Maria Brancaccio (1633). D'autres cardinaux de la famille sont Landolfo Brancaccio (1294), Niccolò Brancaccio, pseudo-cardinal de l'antipape Clement VII (1378), Rinaldo Brancaccio (1384), Ludovico Bonito (1408) et Tommaso Brancaccio, pseudo-cardinal de l'antipape Jean XXIII (1411).

## Biographie

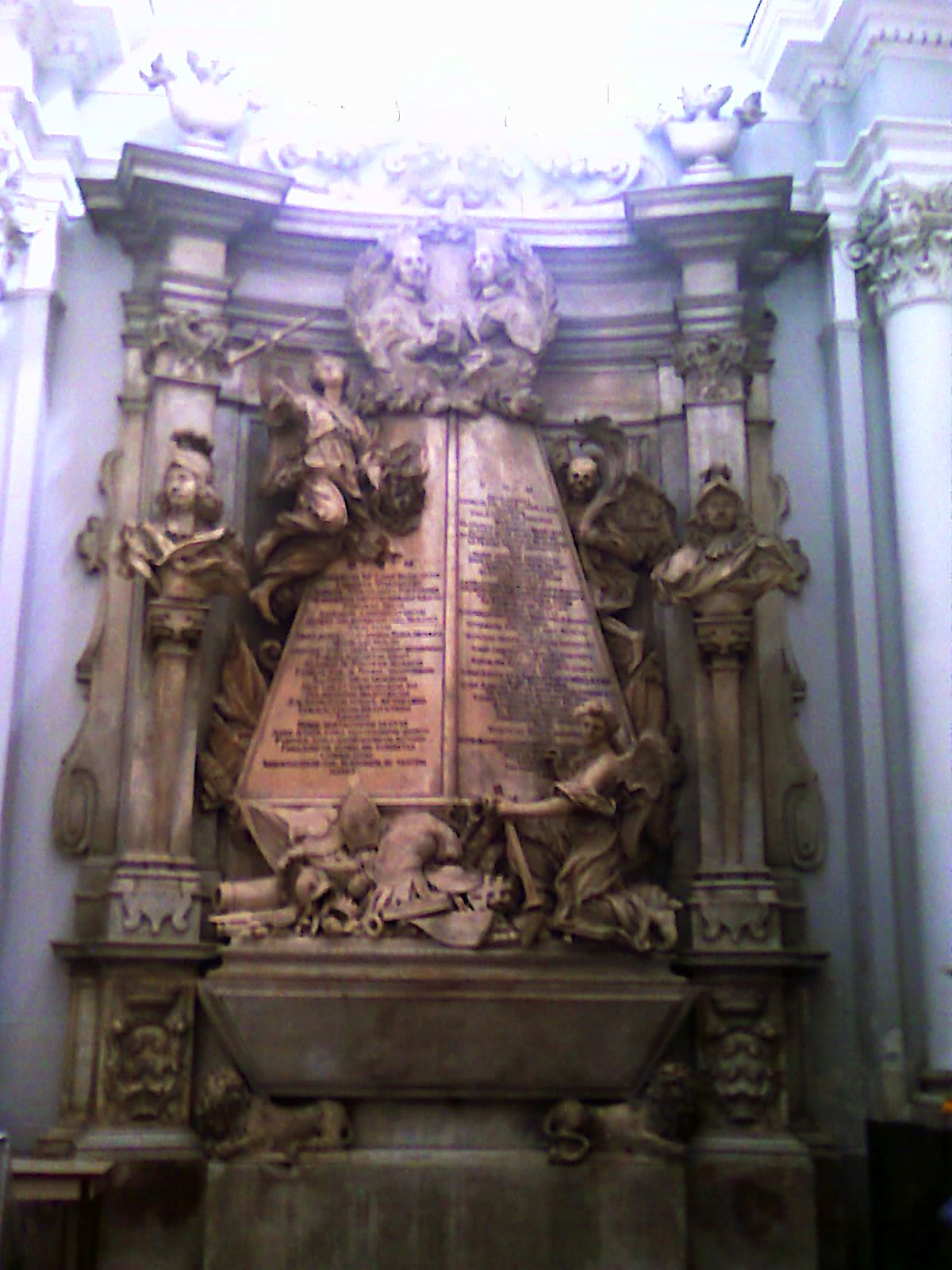
Tombeau du cardinal Stefano Brancaccio.

Stefano Brancaccio est gouverneur de Césène, Spolète, Camerino,  Jesi et Pérouse. Il est référendaire au tribunal suprême de la Signature apostolique. Il est nommé inquisiteur de Malte en 1654, mais n'occupe pas le poste car il est rappelé à Rome. En 1660 il est élu archevêque titulaire d'Andrinople (de) et envoyé comme nonce apostolique dans le grand-duché de Toscane (en) puis en 1666, dans la république de Venise. Brancaccio est abbé commendataire de Sant'Angelo de Frigillo et secrétaire de la Congrégation du Concile de Trente. En 1670 il est transféré au diocèse de Viterbe et Toscanella avec le titre personnel d'archevêque.
Le pape Innocent XI le crée cardinal au consistoire du 1er septembre 1681.
Il est enterré en l'église Sant'Angelo a Nilo de Naples, nécropole de la famille Brancaccio.